# شهرداری اسمیلتن
شهرداری اسمیلتن (به لاتین: Smiltene Municipality) یک شهرداری در لتونی است. شهرداری اسمیلتن ۱۴٬۳۷۶ نفر جمعیت دارد.

## خواهرخوانده
شهر پینکارا خواهرخواندهٔ شهرداری اسمیلتن هست.